# Chord
Chord är ett peer-to-peer-protokoll som utvecklats på MIT. Chord tillhandahåller egentligen bara ett sätt att utifrån ett tal n, hitta en dator i nätverket som har ansvar för just detta tal. Utifrån denna enkla grundstruktur kan man sedan bygga avancerade applikationer såsom distribuerade filsystem och DNS-liknande tjänster. Chord är gjort för att vara robust mot att datorer försvinner ur nätverket. 
För ett Chord-nätverk med N datorer kan man enkelt bevisa att det aldrig behöver utbytas mer än log(N) meddelanden för att hitta den dator som har ansvar för talet n.